# Црква Свете Богородице у Лукову
Црква Свете Богородице у Лукову код Бољевца, подигнута је 1895. године залагањем свештеника Светомира Протића. Припада Епархији тимочкој СПЦ и део је просторно културно-историјске целине Комплекс објеката из 19. века.
Црква је подигнута на темељима старије цркве, највероватније на темељима средњовековног манастира Луково који је био посвећен светом Луки.
Ова грађевина, изузетно скромних димензија, налази се у центру села и са спомен чесмом, старом школском зградом и кафаном из времена Тимочке буне, чини просторну културно-историјску целину.
Данас луковску цркву опслужују бољевачки свештеници. Она је једна од три сакралне грађевине које су, у црноречком крају, зидане у 19. веку.